# Христо Бандулов
Христо Бандулов е български просветен деец и революционер, член на Върховния македоно-одрински комитет.

## Биография
Христо Бандулов е роден през 1867 година в кукушкото село Драгомирци, тогава в Османската империя. Между 1881 и 1883 е български учител в Гумендже.
По-късно се установява в България, в град Балбунар и е сред първите учители в местното училище. Участва на Седмия македоно-одрински конгрес от 1900 година като делегат от Балбунар. Продължава да упражнява учителската си професия и по-късно живее в Айтос.
Участва в Балканската война като доброволец във Втора рота на Четвърта битолска дружина от Македоно-одринското опълчение.